# Петровск-Забайкальский район
Петро́вск-Забайка́льский район  — административно-территориальная единица (район) в Забайкальском крае России.
В рамках организации местного самоуправления в границах района функционирует Петровск-Забайкальский муниципальный округ (в 2004—2023 гг. — муниципальный район).
Административный центр — город Петровск-Забайкальский.

## География
Район расположен на юго-западе Забайкальского края. Район горный — с хребтами Цаган-Дабан, отрогами хребта Цаган-Хуртэй, Яблоновым, Заганским, Малханским хребтами. Межгорное хилокское понижение вытянуто в северо-восточном направлении. Имеются месторождения вольфрама и угля: Бом-Горхонское месторождение вольфрама, Еланское месторождение подземных вод, Олонь-Шибирское месторождение каменного угля, Тарбагатайское месторождение бурого угля и другие.
Климат резко континентальный. Средняя температура в июле +14 ÷ +16 °C (максимальная +36 °C), в январе −24 ÷ −26 °C (абсолютный минимум −55 °C). Количество выпадающих осадков — 400, местами — 500 мм/год. Весна и начало лета засушливы. Вегетационный период продолжается 120—140 дней. Довольно высокая увлажнённость в сочетании с высокой лесистостью способствовали образованию разветвлённой речной сети. Наиболее значительна река Хилок. Территория района входит в бассейн озера Байкал. Из разновидностей почв наиболее распространены луговые, тёмно-серые лесные, дерново-карбонатные, чернозёмные бескарбонатные и лугово-чернозёмные. Хребты с высотой 1200—1300 метров в значительной мере заросли сибирским кедром, поднимающимся до самых вершин и лишь отчасти спускающимся в долины рек и на нижние части склонов, где господствуют лиственнично-сосновые травяно-кустарниковые леса. Кедровые леса осенью привлекают значительное число местного и приезжего населения для сбора орехов. На территории района создан Бутунгарский заказник.

## История
Район образован 4 января 1926 года как Петровско-Заводский район. 15 февраля 1944 года город Петровск-Забайкальский получил статус города областного подчинения и был выведен из состава района, оставаясь, при этом, его центром. 19 марта 1962 года Петровско-Заводский район был переименован в Петровск-Забайкальский район.

## Население
| 2002    | 2007    | 2009    | 2010    | 2011    | 2012    | 2013    | 2014    | 2015    |
| ------- | ------- | ------- | ------- | ------- | ------- | ------- | ------- | ------- |
| 21 110  | ↘20 500 | ↘20 414 | ↘19 351 | ↘19 282 | ↘18 905 | ↘18 501 | ↘18 254 | ↘18 033 |
| 2016    | 2017    | 2018    | 2019    | 2020    | 2021    |         |         |         |
| ↘17 795 | ↘17 537 | ↘17 289 | ↘17 074 | ↘16 790 | ↘15 094 |         |         |         |

### Урбанизация
В городских условиях (пгт Новопавловка) проживают 18,79 % населения муниципального района (без учёта города Петровск-Забайкальский).

### Национальный состав
|         | 2010 год      | 2021 год       |
| ------- | ------------- | -------------- |
| Русские | 17820 (92%)   | 13869 (92,17%) |
| Буряты  | 1212 (6,23 %) | 1034 (6,87%)   |
| другие  | 319 (1,64 %)  | 143 (0,95%)    |
| всего   | 19351 (100 %) | 15046 (100%)   |

## Муниципально-территориальное устройство

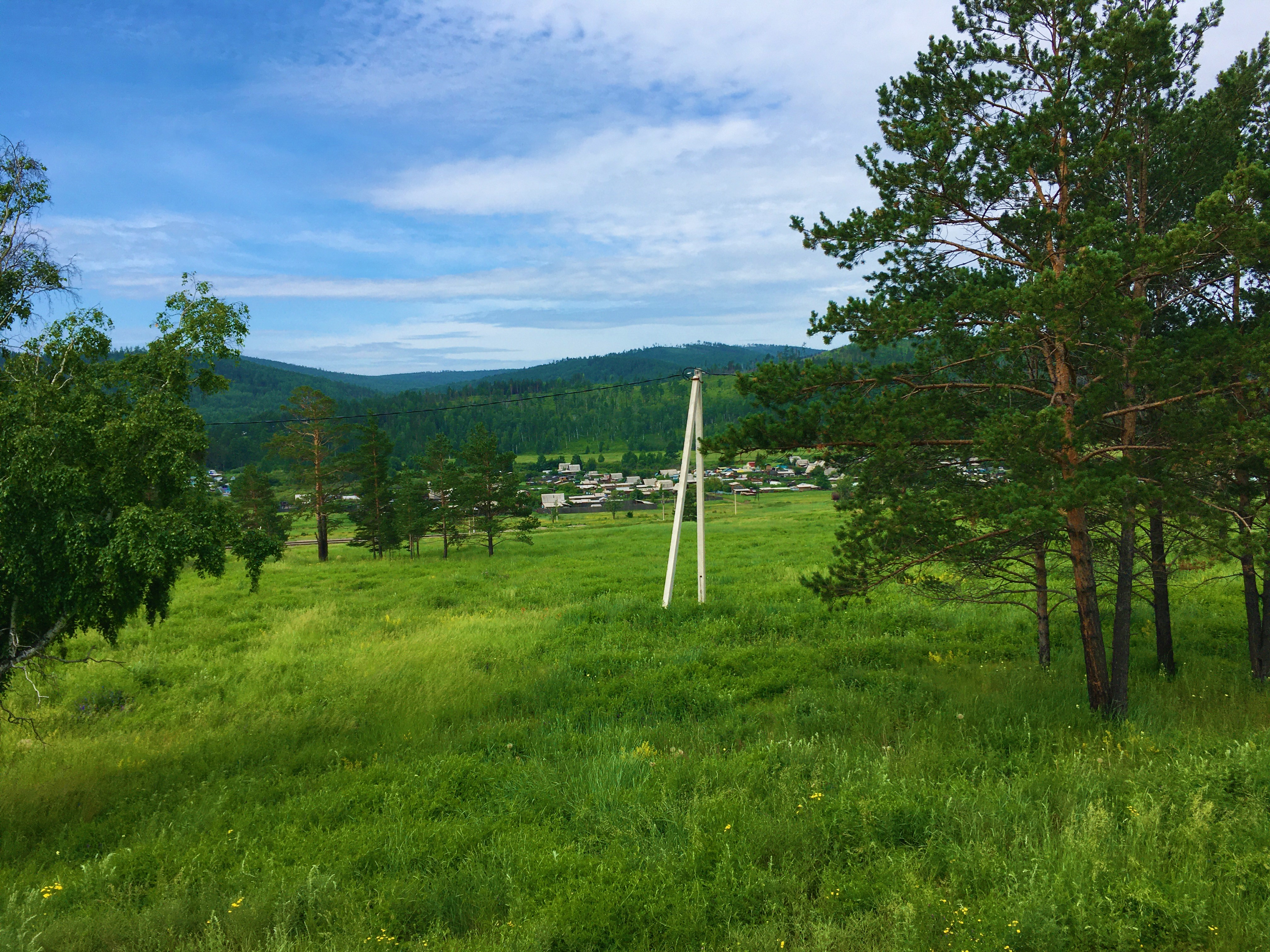
Петровск-Забайкальский район. Один из населенных пунктов района

В рамках организации местного самоуправления в границах района функционирует Петровск-Забайкальский муниципальный округ (в 2004—2023 гг. — муниципальный район).
В муниципальный район с 2004 до 2023 гг. входили  13 муниципальных образований, в том числе 1 городское поселение и 12 сельских поселений:
| №        | Муниципальное образование | Административный центр | Количество населённых пунктов | Население (чел.) | Площадь (км²) |
| -------- | ------------------------- | ---------------------- | ----------------------------- | ---------------- | ------------- |
| 1e-06    | Городское поселение       |                        |                               |                  |               |
| 1        | Новопавловское            | пгт Новопавловка       | 2                             | ↘3166            | 1997,80       |
| 1.000002 | Сельские поселения        |                        |                               |                  |               |
| 2        | Баляга-Катангарское       | село Баляга-Катангар   | 1                             | ↘45              | 18,30         |
| 3        | Балягинское               | село Баляга            | 3                             | ↘2857            | 567,16        |
| 4        | Зугмарское                | село Зугмара           | 1                             | ↘222             | 237,05        |
| 5        | Катаевское                | село Катаево           | 3                             | ↘674             | 544,81        |
| 6        | Катангарское              | село Катангар          | 4                             | ↘433             | 600,71        |
| 7        | Малетинское               | село Малета            | 4                             | ↘2371            | 1124,12       |
| 8        | Песчанское                | село Пески             | 4                             | ↘508             | 423,04        |
| 9        | Тарбагатайское            | село Тарбагатай        | 2                             | ↘1592            | 927,60        |
| 10       | Толбагинское              | село Толбага           | 1                             | ↘447             | 105,47        |
| 11       | Усть-Оборское             | село Усть-Обор         | 1                             | ↗761             | 1344,32       |
| 12       | Хараузское                | село Харауз            | 1                             | ↘713             | 500,60        |
| 13       | Хохотуйское               | село Хохотуй           | 1                             | ↘1305            | 297,80        |

На территории муниципального района с 2004 до 2023 гг. всего находились 14 муниципальных образований. Помимо 13 поселений в составе муниципального района, отдельно от последнего также выделялся 1 городской округ (город Петровск-Забайкальский).
Законом Забайкальского края от 27 декабря 2023 года все сельские и городское поселения вместе с муниципальным районом, а также городской округ город Петровск-Забайкальский были упразднены и объединены в Петровск-Забайкальский муниципальный округ.

## Населённые пункты
В Петровск-Забайкальском районе (муниципальном округе) 29 населённых пунктов, среди которых один город, один посёлок городского типа и 27 сельских населённых пунктов.
| №  | Населённый пункт       | Тип              | Население      | Бывшее муниципальное образование |
| -- | ---------------------- | ---------------- | -------------- | -------------------------------- |
| 1  | Петровск-Забайкальский | город            | ↘15 015 (2021) | ГО г. Петровск-Забайкальский     |
| 2  | Алентуй                | село             | ↘116 (2021)    | Малетинское                      |
| 3  | Баляга                 | село             | ↘2743 (2021)   | Балягинское                      |
| 4  | Баляга-Катангар        | село             | ↘45 (2021)     | Баляга-Катангарское              |
| 5  | Голяткино              | село             | 0 (2021)       | Балягинское                      |
| 6  | Зугмара                | село             | ↘222 (2021)    | Зугмарское                       |
| 7  | Кандобаево             | село             | ↘16 (2021)     | Катаевское                       |
| 8  | Катаево                | село             | ↘553 (2021)    | Катаевское                       |
| 9  | Катангар               | село             | ↘113 (2021)    | Катангарское                     |
| 10 | Красная Долина         | село             | ↘133 (2021)    | Песчанское                       |
| 11 | Кукун                  | село             | ↘2 (2021)      | Катангарское                     |
| 12 | Кули                   | село             | ↘167 (2021)    | Балягинское                      |
| 13 | Лесоучасток Катангар   | населённый пункт | ↘233 (2021)    | Катангарское                     |
| 14 | Малета                 | село             | ↘2467 (2021)   | Малетинское                      |
| 15 | Нижний Тарбагатай      | село             | 5 (2021)       | Тарбагатайское                   |
| 16 | Новая Зардама          | село             | ↘103 (2021)    | Песчанское                       |
| 17 | Новоникольское         | село             | ↘7 (2021)      | Малетинское                      |
| 18 | Новопавловка           | пгт              | ↘2836 (2021)   | Новопавловское                   |
| 19 | Новопавловское         | село             | 330 (2021)     | Новопавловское                   |
| 20 | Обор                   | село             | ↘157 (2021)    | Катаевское                       |
| 21 | Орсук                  | село             | ↘200 (2021)    | Катангарское                     |
| 22 | Пески                  | село             | ↘433 (2021)    | Песчанское                       |
| 23 | Сохотой                | село             | ↘88 (2021)     | Малетинское                      |
| 24 | Старая Зардама         | село             | ↘4 (2021)      | Песчанское                       |
| 25 | Тарбагатай             | село             | ↘1945 (2021)   | Тарбагатайское                   |
| 26 | Толбага                | село             | ↘447 (2021)    | Толбагинское                     |
| 27 | Усть-Обор              | село             | ↗761 (2021)    | Усть-Оборское                    |
| 28 | Харауз                 | село             | ↘713 (2021)    | Хараузское                       |
| 29 | Хохотуй                | село             | ↘1305 (2021)   | Хохотуйское                      |

Законом Забайкальского края от 25 декабря 2013 года на территории района было решено образовать новые сёла: Галяткино (путём выделения из пгт Баляга), Новопавловское (путём выделения из пгт Новопавловка), Нижний Тарбагатай (путём выделения из пгт Тарбагатай). На федеральном уровне соответствующие наименования им были присвоены Распоряжениями Правительства России: от 13 мая 2015 года № 860-р — селу Нижний Тарбагатай, от 13 мая 2016 г. N 900-р — селу Новопавловское, от 20 марта 2018 года № 456-р — селу Голяткино. В 2019 году категория населённых пунктов Баляга и Тарбагатай была изменена с пгт на село.

## Экономика
Промышленность представлена заготовкой древесины и деревообработкой (Петровск-Забайкальский лесхоз, Петровск-Забайкальский сельский лесхоз, Хохотуйский лестранхоз), добычей вольфрама. Имеются предприятия машиностроения (ОАО «Тарбагатайский завод деревообрабатывающих станков»), строительной индустрии, лёгкой и пищевой промышленности. Из отраслей сельского хозяйства развивается преимущественно молочно-мясное животноводство. Сельхозпроизводство ведут: СПК «Победа» (село Малета), ОАО «Сибирь» (село Харауз), ООО «Нива» (посёлок Тарбагатай) и др.

## Образование и культура
На 2000 год насчитывалось 22 дневных общеобразовательных учреждения, в том числе школа-комплекс в посёлке Новопавловка, музыкальная, художественная, спортивная школы, 24 клуба, 24 библиотеки, 4 участковые больницы, 15 фельдшерско-акушерских пунктов. Издаётся еженедельная районная газета «Петровская Новь».